# Мистецький музей Лоу
Мистецький музей Лоу - художній музей, що розташовано Корал-Гейблс, у передмісті Маямі у окрузі Маямі-Дейд штата Флорида. Він відкрився в 1950 році й керується університетом Маямі. Музей бере початок від дару Джо  та Емілі Лоу. На момент відкриття це був перший художній музей у Південній Флориді. У музеї є велика колекція мистецтва, що має постійні колекції з давньогреко-римських старожитностей, ренесансу, бароко, європейського мистецтва 17-го та 19- го сторіччя, американського мистецтва 19-го століття та сучасного мистецтва.  Національні та міжнародні роботи музею походять з Латинської Америки, Африки, Азії, американських індіанців, Стародавньої Америки та Тихоокеанських островів. Він також має велику колекцію скляних виробів, включаючи твори Роберта Арнесона, Джуна Канеко ("Данго") та Крістін Федерігі ("Глобус"). У постійній колекції також є скляні вироби Пабло Пікассо, Вільяма Морріса, Емілі Брок, Харві Літлтона, Ервіна Ейша та Джінні Руффнер . 
Постійна колекція включає твори: Ліппо Ванні, Сано ді П'єтро, Лоренцо ді Бічі, Лоренцо ді Кріді, Вінченцо Катена, Франческо Баккьякка, Бернардіно Фунгей, Адріана Ізенбрандта, Якоба Йорданса, Джузепе де Рібера, Ель Греко, Франциска Гоя, Томаса Гейнсборо, Пола Гогена, Клода Моне, Альфреда Сіслі, Френка Стелла, Нокса Мартіна та Дуейна Гансона. У постійній колекції є також сучасні витвори мистецтва Роя Ліхтенштейна, Сенді Скоглунд, Пурвіс Янг, Луїза Невельсон, Джуліян Станчак та Енріке Монтенегро. 
Музей мистецтв Лоу обслуговується Маямським метро на станції "Університетський вокзал". 

## Загальні
Мистецький музей Лоу - один з найважливіших мистецьких музеїв у Маямі та один з найважливіших у Півдні Флориди. 
Музей розташовано у комплексі Маяміського університету, розташованому у Корал Гейблс, місті на південний захід від центру міста Маямі в окрузі Маямі-Дейд. 
Колекції музею містять твори, починаючи від класичної археології до сучасного мистецтва, з важливими творами ренесансного й барокового мистецтва, азійського й корінного американського мистецтва. 
У 2011 році мистецький музей Лоу відвідало 41 000 відвідувачів, 6500 з яких були студентами. 

## Історія та пожертви
Історія музею починається у 1950 році з першого великого пожертвування Джо та Емілі Лоу, що було виставлено на загал з 1952 року. 
У 1956 році Альфред І. Бартон пожертвував важливим ядром корінного американського мистецтва. Музей став єдиним спадкоємцем частини знаменитої колекції Фонду Самуеля Х. Кресса, що приніс у музей 41 творів мистецтва бароко та ренесансу, що стали до сьогодні найважливішим ядром музею.
У 1984 році Роберт М. Бішоф подарував 531 твір своєї колекції давньоамериканського мистецтва. 
Протягом більш ніж двадцяти років колекція азійського мистецтва була створена за внесками Стівена Юнкунка III, мешканця Чикаго, який зазвичай перебував у Маямі взимку. 
Орендованими з 1988 роки є картини Фонду Сінтас, що включає важливі твори іспанського мистецтва 16-го та 17-го сторіч таких авторів, як Ель Греко, Мурільо, Гоя та Рібера.

## Виставкові зали
Колекція поділена на тематичні зали. В даний час музей включає близько 14 зал, а також павільйон "Пале", присвячений колекції скла, та відкритий сад скульптури сучасного мистецтва.

### Старожитності
Одна з найменших зал, де представлені вази, кераміка, металеві предмети, скульптури та мармурові барельєфи давньоримського та давньогрецького походження, датовані між першим тисячоліттям до Р.Х. та 4 сторіччя після Христа. 

### Відродження та бароко
У залі європейські картини ренесансу кінця 16-го сторіччя та періоду бароко 15-17 сторіч: види, релігійні твори, портрети та гравюри, до яких належать італійські, французькі та фламандські автори. Серед відомих художників: Франческо Гуарді, Тінторетто, Лукас Кранах Старший та Якоб Йорданс. 

### Раннє Відродження
У залі стоять столи та золоті основи, перш за все італійського походження, датовані першою половиною 14 й 15 сторіч століття Серед авторів слід згадати Ліппо Ванні, Коцареллі, Франческо да Ріміні (його також називають майстром блаженної Клари), Лоренцо ді Креди, Антоніо да Корреджіо, Сано ді П'єтро, Доссо Доссі та Андреа дель Сарто. 

### Твори Відродження й бароко
Франческо да Ріміні (його також називають Учителем блаженної Клари) 
- Поклоніння волхвів 1340 c.

Франческо Гуарді (аттр.) 
- Вид на церкву Санта-Марія-делла-Салюте 'ca. 1750 рік

Якопо Робусті, відомий як Тінторетто
- Портрет молодої людини другої половини 16 сторіччя приблизно

Вінченцо Катена

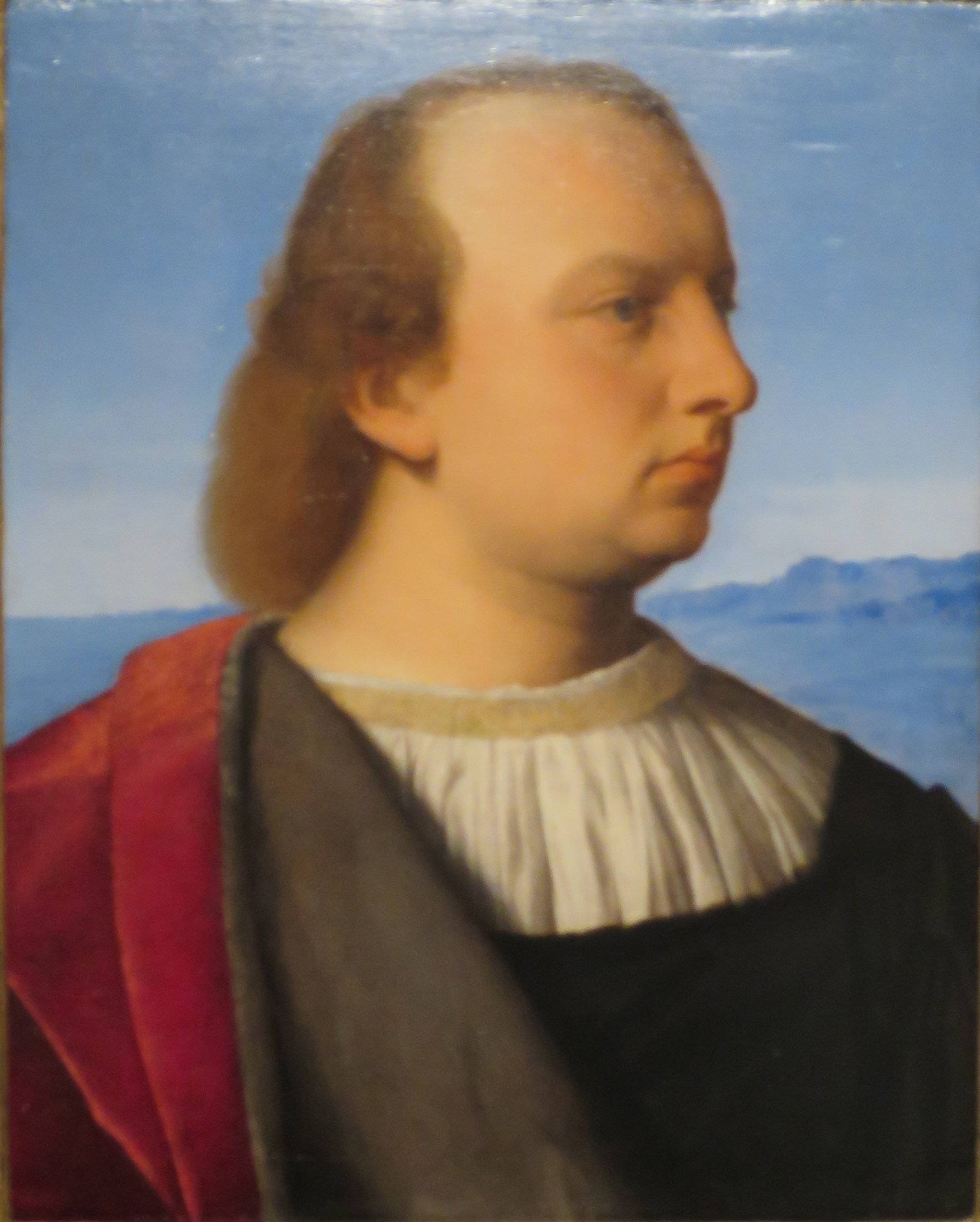
Вінченцо Катена Портрет Джамбаттіста Меммо 1510 ca

- Портрет Джамбаттиста Memmo 1510 ca.

Лукас Кранах Старший
- Портрет вченого 1515 ca.

Ліппо Ванні
- Мадонна з дитиною утроновані з донорами та святими Домініком та Єлизаветою Угорською. 1343 рік

Якоб Йорданс
- Присяга Парижа 1620-1625 рр.

Адріан Ізенбрандт

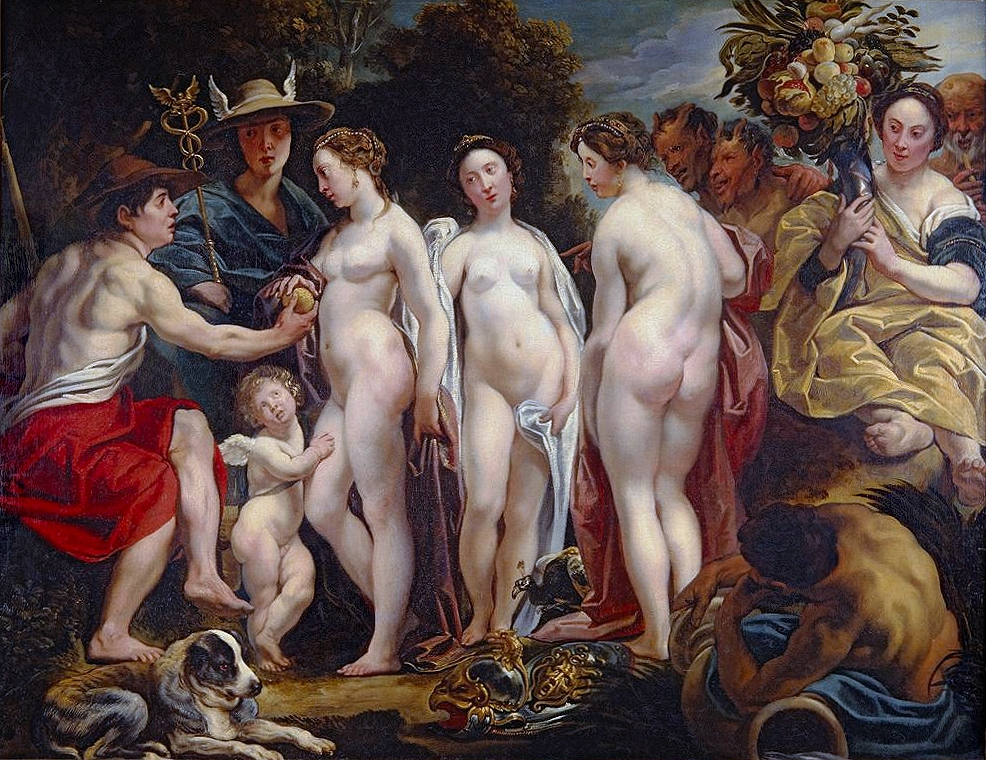
Якоб Йорданс Рішення Парижа 1620–25 рр. Ca.

- Мадонна з дитиною та член сім'ї Гілленбергерів 1513 року

Джузеппе Марія Креспі
- Леді з собакою 1690-1700 ca.

Лоренцо ді Креді
- Мадонна й дитина 1500 ок.

Андреа дель Сарто
- Мадонна з дитиною та Сан-Джованніно 1429 ca.

Антоніо да Корреджіо (атрібовано) 
- Портрет молодої жінки 1515 ca.

Амброжіо Бергоньоне
- Мадонна й дитина 1520 ca.

### Американські та європейські 17-20 сторіччя
У цій залі об'єднані європейські та американські художники 17 й 20 сторіч. Великий часовий та художній простір поділено на п’ять категорій: Натюрморт, Пейзаж, Обличчя та форма (портрети), Абстракція та <i>Наративне мистецтво</i>. Для порівняння, у залі збираються твори всесвітньо відомих митців, іспанців Гою, Мурільйо, Джузепе де Рібера та Ель Греко, імпресіоністів та постімпресіоністів Клода Моне, Альфреда Сіслі та Пола Гогена, англійця Томаса Гейнсборо сучасного Фернандо Ботеро та південноамериканських абстракціоністів Хосе Бедія та Карлоса Альфонцо. 

#### Твори
Хосе де Рібера
- Святий Онуфрій 1642 ca.
- Святий Петро[10]

Домінік Теотокопол, відомий як Ель Греко
- Христос, що несе хрест[10]
- Свято в домі Симона[10]

Бартоломе Естебан Мурільо
- Портрет джентльмена [10]

Томас Гейнсборо
- Портрет пані Коллінз 1770-1775 ca.

Франциско Хосе де Гоя і Люсьєнтес
- Хосе Антоніо, Маркес де Кабалеро 1807 р. [10]

Пол Гоген
- Шаланда й баркас 1882

Клод Моне
- Міст Ватерлоо 1903 року

Альберт Бірштадт

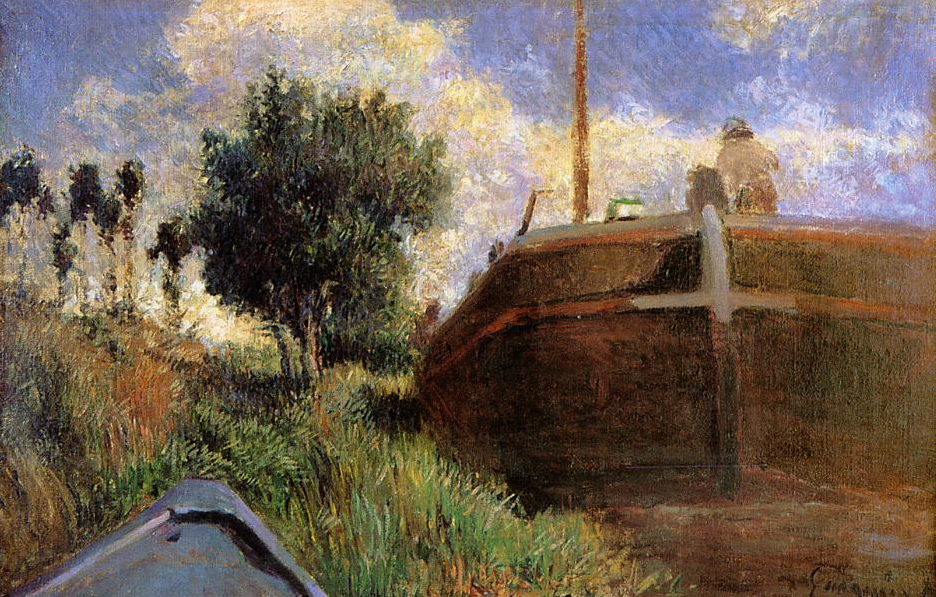
Пол Гоген. Шаланда та баркас 1882 року

- Йосемітська долина, Каліфорнія, бл. 1863 рік

Андре Массон
- Містраль

Фернандо Ботеро
- Фрукти 1964 року

Карлос Альфонцо 
- Життєвий курс 1988

Хосе Бедія 
- Нкун'я, Гахо або Рама 1995

### Африканське мистецтво
У залі представлена важлива колекція дерев’яних масок та меблів, кераміки, коштовностей та обрядних предметів, що починаються з 500 року після Р.Х. до першої половині XX сторіччя, що походять з усієї Африки. Також є поліхромна дерев’яна маска зі Стародавнього Єгипту . 

### Азійське мистецтво
Зала містить важливу колекцію творів з усієї Азії. Виставлена величезна колекція китайської кераміки, що також включає скульптури, костюми, металеві предмети, коштовності та дерев'яні пристрої з Японії, Кореї, Індії та Південно-Східної Азії. 

### Тихоокеанське острівне мистецтво
У залі експонуються тканини та обрядові предмети з островів Тихого океану, особливо з островів регіону Меланезія, датовані 19-20 сторіччями. 

### Корінне американське мистецтво
У залі представлені корінно-американські плетені предмети, костюми, тканини, скульптури та кераміка, включаючи деякі твори у іспанському колоніальному стилі, створені з 1492 року до сьогодні. Зокрема, колекція зосереджена на творах, датованих XIX-ХХ сторіччями. 

### Давньоамериканське мистецтво
У залі представлені археологічні артефакти популяцій мая, інків та чиму з двох Америк, включаючи архітектурні елементи, коштовності, металеві та керамічні предмети, створені з 2500 року до Р.Х. до 1492 року після Р.Х.. Кераміка Мая та металевий диск, прикрашений тисненням цивілізації Чиму, датований 900-1460 роками. 

### Сучасне мистецтво
Довгий зал, присвячений колекції сучасного мистецтва, закриває маршрут музею. Орієнтований на американське мистецтво XX сторіччя, він представляє інсталяції, картини, фотографії та скульптури. Серед помітних художників - це, безумовно, Рой Ліхтенштейн, Френк Стелла, Дуейн Хансон, Дебора Баттерфілд, Марія Мартінес-Каньяс й Тетяна Парчеро. 

#### Твори
Рой Ліхтенштейн
- Модульний живопис у чотирьох панелях V 1969

Френк Стелла
- Племінник Рамо 1974

Дуейн Хансон
- Футболіст 1981 року

Дебора Баттерфілд 
- Рекс 1991 року

Тат'яна Парцеро 
- Інтер'єрна картографія № 43 1996 року

Сенді Скоглунд
- Дихаюче скло, постанова, 2000

### Павільйон Паллі
Відкритий 1 травня 2008 року, у павільйоні розміщена величезна колекція скляної та художньої кераміки. Більшу частину колекції пожертвували Мирна та Шелдон Паллі, що з того часу доповнена іншими щедрими пожертвами. Будівництво павільйону площею близько 370 м2 також фінансувалося подружжям Паллі за 1,7 мільйона доларів пожертви.

### Фокусована галерея
Дві зали всередині музею, одна на початку шляху й одна посеред маршруту музею, спрямовані на тимчасове відображення збережених на складах творів музею або новим пожертвам. 

### Спеціальні виставки
Дві великі зали, наприкінці музейного маршруту, присвячені тимчасовим виставкам, які музей організовує щорічно. 